# Долиновка (Арцизки район)
Долиновка (на украински: Долинівка) е село в южна Украйна, административен център на селски съвет Долиновка в Болградски район на Одеска област. Населението му според преброяването през 2001 г. е 751 души.

## Население

### Езици
Численост и дял на населението по роден език, според преброяването на населението през 2001 г.:
| Роден език | Численост | Дял (в %) |
| Общо       | 751       | 100.00    |
| Руски      | 596       | 79.36     |
| Украински  | 128       | 17.04     |
| Български  | 16        | 2.13      |
| Молдовски  | 10        | 1.33      |
| Гагаузки   | 1         | 0.13      |